# Leniuszki
Leniuszki – wieś w Polsce położona w województwie lubelskim, w powiecie bialskim, w gminie Tuczna.
Wieś magnacka położona była w końcu XVIII wieku w hrabstwie kodeńskim w powiecie brzeskolitewskim województwa brzeskolitewskiego. W latach 1975–1998 miejscowość administracyjnie należała do województwa bialskopodlaskiego.
Wieś jest sołectwem w gminie Tuczna. Według Narodowego Spisu Powszechnego z roku 2011 wieś liczyła 71 mieszkańców.
We wsi mieszkają prawosławni należący do parafii św. Mikołaja w Zabłociu i katolicy należący do rzymskokatolickiej parafii św. Anny w Tucznej. We wsi znajduje się prawosławny cmentarz z kaplicą Świętych Niewiast Niosących Wonności, należący do parafii w Zabłociu.